# Antoine Béclère
Antoine Louis Gustave Béclère, né le 17 mars 1856 et mort le 24 février 1939 à Paris, est un médecin français, pionnier de la radiologie et de la radiothérapie en France.

## Biographie
Nommé médecin des hôpitaux en 1893, il se consacre d’abord à l’étude des maladies infectieuses et de l’immunité.  Un peu moins d'un mois après la publication de la découverte des rayons X par Röntgen (qui leur consacre un article publié le 28 décembre 1895), la première séance de radioscopie de Oudin et Barthélemy, le 20 janvier 1896, lui révèle les applications possibles des rayons X en médecine. Au cours de l'été 1896,  Antoine Béclère fait, sur la servante de son ami, le Docteur Oudin, le premier dépistage radioscopique de la tuberculose pulmonaire. 
Il se fait dès lors un ardent défenseur de la radiologie, tant au niveau national  qu'au niveau international. En mars 1897, assisté par André Jousset, alors interne, il organise à l'hôpital Tenon le premier cours de radiologie donné en France. Il met sur pied l'enseignement de cette discipline sur le plan national et crée, en 1897, le premier laboratoire de radiologie à Tenon dont il vient d'être nommé Chef de service. Faute d’installations satisfaisantes, il quitte Tenon pour rejoindre l'hôpital Saint-Antoine, en 1898, où il crée le premier centre français de radiologie ; il le dirigera jusqu’à sa retraite. Il y allie l’exercice clinique et la recherche en laboratoire, notamment pour mesurer les nouvelles radiations, leur intensité et leur pénétration dans le corps. En 1899, il publie Les Rayons de Rœntgen et le diagnostic de la tuberculose.
En 1908, il devient membre de l'Académie de médecine. Il fonde en 1909 la "Société de radiologie médicale de Paris" en collaboration avec le docteur Félix Blairon, devenue depuis Société française de radiologie. Pauline Ramart est son attachée dans son service de radiothérapie.
En 1928, alors qu'il est retraité depuis 1922, il est élu président de l'Académie de médecine.
En 1929, Antoine Béclère est l'animateur du congrès international de radiologie tenu à Paris. En 1931, il préside le 3e congrès international de radiologie médicale à Paris.
Atteint de radiodermite, il doit subir l'amputation de quatre doigts.

## Hommages et distinctions
L'hôpital Antoine-Béclère de Clamart porte son nom, ainsi que depuis 1970 la place du Docteur-Antoine-Béclère donnant accès à l'hôpital Saint-Antoine.
Le Centre Antoine Béclère, association sans but lucratif, a été créé par Claude et Antoinette Béclère en mémoire de leur père pour maintenir le rayonnement international imprimé à la radiologie . Tous les quatre ans, au cours du congrès international, un prix Antoine-Béclère est décerné à un groupe d'enseignants de radiologie pour subventionner des missions de formation dans les pays en voie de développement.
Il est le récipiendaire de nombreux prix et distinctions : 
- lauréat de l'Académie de médecine (prix Henri-Buignet) (1905)
- lauréat de l'Académie de médecine (prix Daudet) (1906)
- Chevalier de la Légion d'honneur (1911)
- Officier de la Légion d'honneur (1918)
- commandeur de 1re classe de l'ordre royal de l'Étoile polaire (1932)
- Commandeur de la Légion d'honneur (1936)

Un timbre à son effigie a été émis par l'administration postale française en 1957.

## Œuvres et publications
- Les Rayons de Röntgen et le diagnostic de la tuberculose, [Rapport au IVe congrès pour l'étude de la tuberculose. (29 juillet 1898)], Masson (Paris), In-8° , 46 p., lire en ligne sur Gallica.
- Les rayons de Röntgen et le diagnostic de la tuberculose, Paris, Baillière, 1899, 95 p..
- Les rayons de Röntgen et le diagnostic des affections thoraciques, non tuberculeuses, Paris, Baillière, 1901, 92 p..
- Les rayons de Röntgen et le diagnostic des maladies internes, Paris, Baillière, 1904, 95 p..
- La radiothérapie, ses bases scientifiques, son domaine, impr. Levé (Paris), 1910, 14 p. ; in-4, lire en ligne sur Gallica.
- Radiologie et radiumthérapie, Paris, Maloine, 1921, 519 p..
- L'œuvre scientifique du docteur Antoine Béclère. Livre jubilaire offert au docteur Antoine Béclère par ses élèves, ses collègues, ses amis, le 10 mai 1936 à l'occasion de son 80e anniversaire. Paris, Masson, 1936, 284 p. grand in-8[9].